# Protium panamense
Protium panamense är en tvåhjärtbladig växtart som först beskrevs av Joseph Nelson Rose, och fick sitt nu gällande namn av Ivan Murray Johnston. Protium panamense ingår i släktet Protium och familjen Burseraceae. Inga underarter finns listade i Catalogue of Life.